# Azadirachta indica

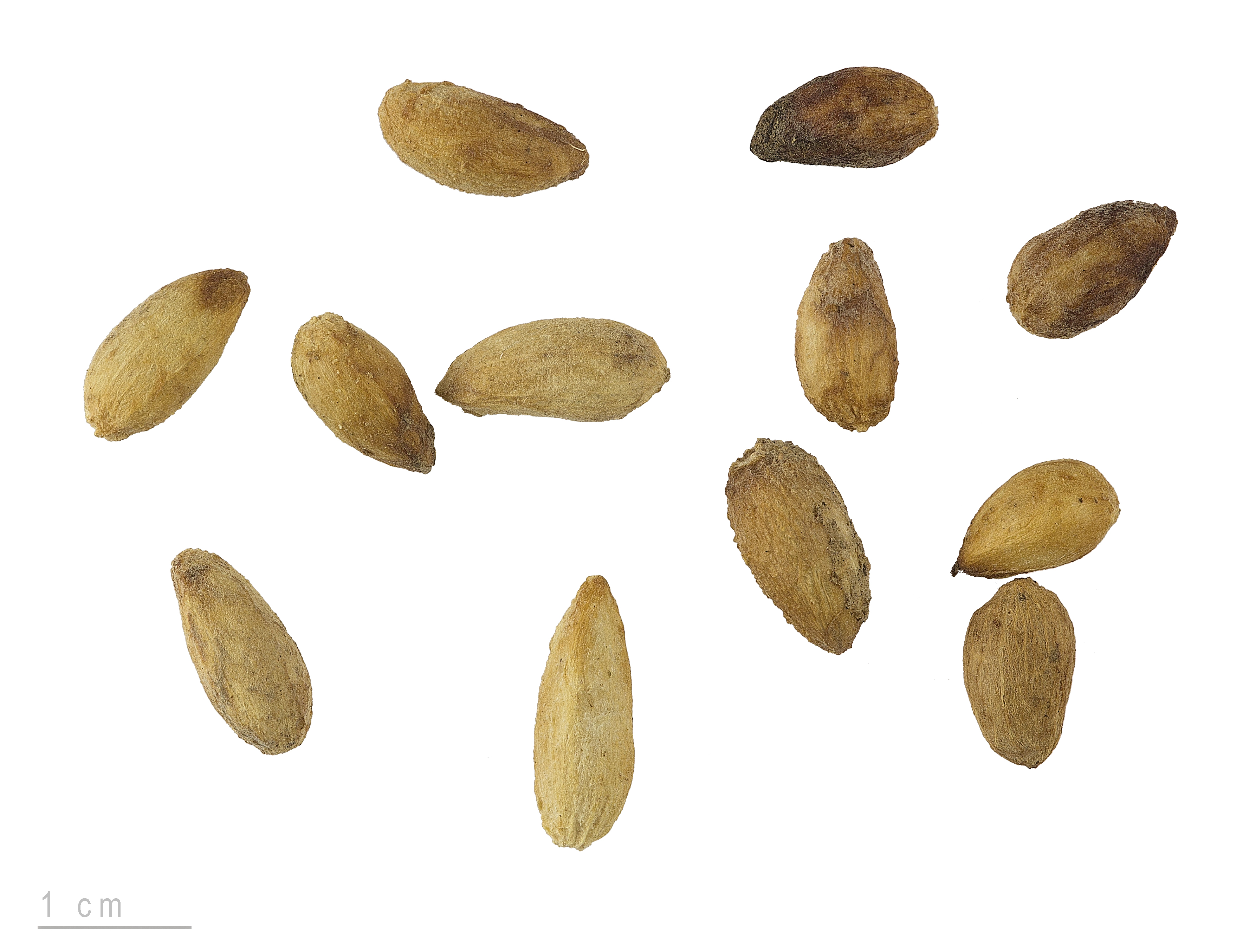
Semi di Azadirachta Indica

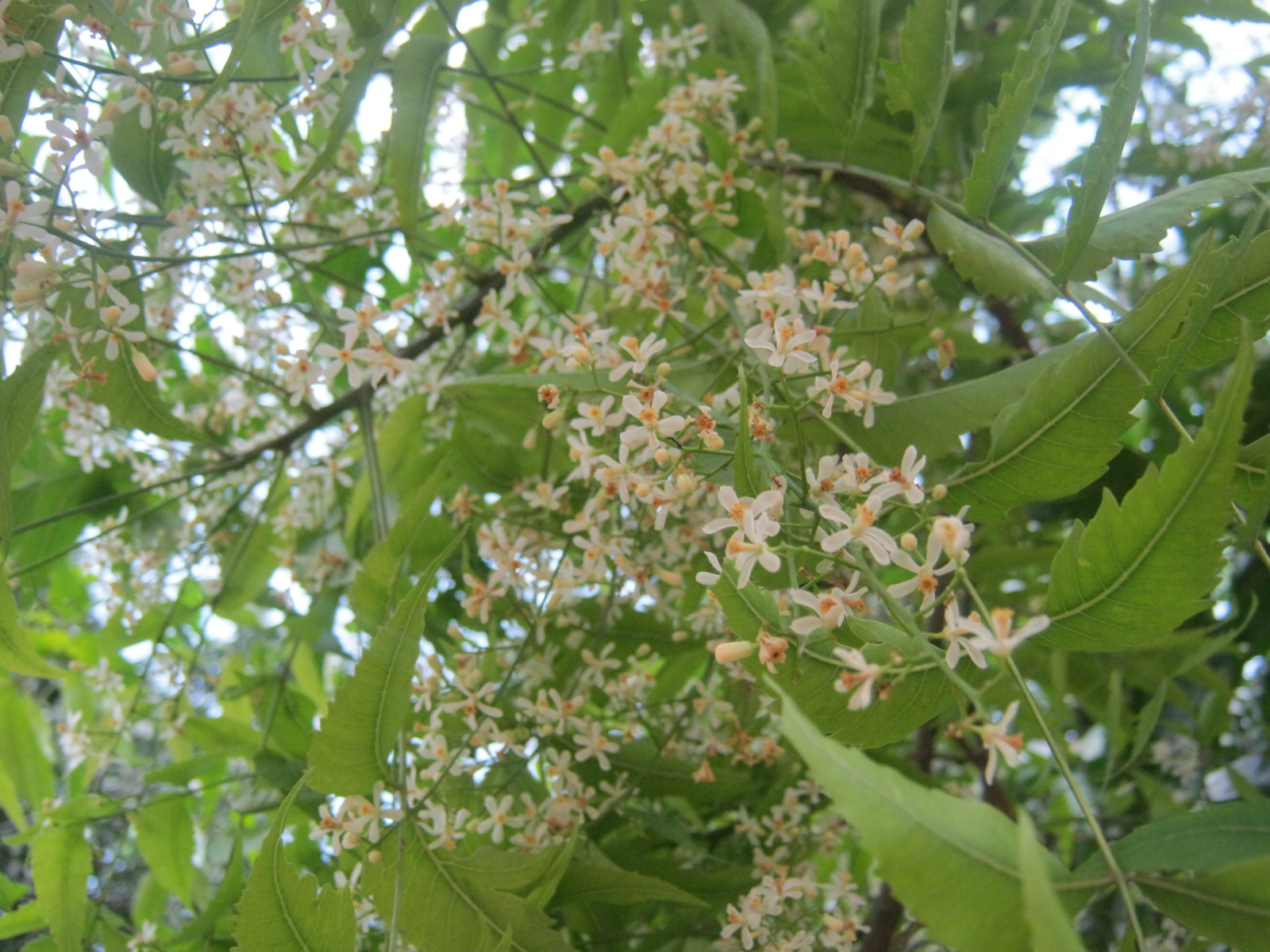
Fiori e foglie di Azadirachta indica

Il nīm (Hindi: नीम) (Azadirachta indica A.Juss.), conosciuto anche come neem secondo l'adattamento in lingua inglese, è un albero della famiglia delle Meliacee diffuso in India, Bangladesh, Birmania, Cambogia, Laos, Thailandia e Vietnam.
È anche conosciuto come margosa, margosier o amargosa in varie lingue europee, veppei in tamil, mimpa in indonesiano.
I semi sono un'importante fonte di limonoidi, composti triterpenoidi presenti anche in una certa misura nelle foglie, nella corteccia e in altri tessuti.
Nell'albero sono stati individuati oltre 100 composti biologicamente attivi. I principali: azadiractina, azadiradione, fraxinellone, nimbina, salannina, salannolo, vepinina, vilasinina ecc.
Ha numerose proprietà medicamentose tanto che in India lo chiamano "la farmacia del villaggio". Per secoli gli indiani sono ricorsi a questa pianta per curare dolore, febbre e infezioni, inoltre si puliscono i denti con i suoi rametti, curano i disturbi della pelle con il succo ricavato dalle foglie e ne bevono l'infuso come tonico.
Negli ultimi anni gli scienziati hanno manifestato crescente interesse per il nīm. Tuttavia una relazione scientifica che illustra i possibili impieghi di questa pianta avverte sui suoi limiti.

## Descrizione
Il neem raggiunge 30 metri di altezza e circa 2,5 metri di circonferenza.

## Distribuzione e habitat
Il suo areale di origine comprende Assam, Bangladesh, Cambogia, Laos, Myanmar, Thailandia e Vietnam.
Fu introdotto nell'Africa occidentale all'inizio del XX secolo per fornire ombra e impedire al deserto del Sahara di estendersi a sud. I selvicoltori hanno introdotto questo albero anche nelle Figi, nelle isole Mauritius, in Arabia Saudita, nell'America centrale e meridionale e nelle isole caraibiche. Negli Stati Uniti ci sono piantagioni sperimentali nelle zone meridionali dell'Arizona, della California e della Florida.

## Coltivazione
Cresce in fretta, richiede poche cure e sopravvive bene nei terreni poveri.

## Usi

### Usi alimentari
L'uso del neem per l'alimentazione degli animali rimane limitato. Le foglie di neem possono essere un foraggio occasionale per ruminanti e conigli, mentre i derivati dell'estrazione dell'olio di semi interi o decorticati (torta di semi di neem), di solito sono considerati non commestibili e da utilizzare solo come fertilizzante azotato organico. La torta di semi di Neem è un ingrediente ricco di proteine e il suo uso da parte degli agricoltori è noto, per esempio nell'India meridionale. Tuttavia, la sua sgradevolezza e tossicità hanno impedito il suo uso diffuso in Europa per l'alimentazione del bestiame. Questo prodotto è stato descritto come un promettente potenziale ingrediente per mangimi nonostante le problematiche tossicologiche.

### Usi terapeutici
Parti ed estratti dall'albero di neem non sono utilizzati a scopo alimentare ma nell'Ayurveda, Unani e altre medicine tradizionali possono essere indicati nel trattamento di una vasta gamma di afflizioni. Le indicazioni più frequentemente riportate sono malattie della pelle, infiammazioni e febbri, e più recentemente disturbi reumatici Il neem ha una lunga storia di uso umano in India e nelle regioni circostanti per una varietà di scopi terapeutici.
Tuttavia, ci sono pochi studi peer review che valutano gli effetti sugli esseri umani e le prove di efficacia sono non conclusive.
Attualmente sul mercato sono presenti spray per uso topico contente olio di neem che trovano applicazione nella cura di lesioni cutanee e piaghe da decubito.
Gli usi tradizionali di vari estratti del neem comprendono il trattamento della febbre, della lebbra, della malaria, dell'oftalmia e della tubercolosi. Vari rimedi popolari per il neem includono l'uso come antielmintico, disgustante, antisettico, diuretico, emmenagogo, contraccettivo, spermicida, febbrifugo, parassiticida, pediculocida e insetticida. Vengono indicati nella medicina tradizionale per il trattamento di tetano, orticaria, eczema, scrofola ed erisipela. Le vie di somministrazione tradizionali includevano l'uso orale, vaginale e topico.
I derivati e estratti di neem possono contenere varie sostanze tossiche (incluse alcune concentrate o aggiunte per aumentarne il presunto effetto terapeutico) e sono stati causa di morte, specie di bambini. Sono riportati diversi casi di un loro utilizzo anche con intenzioni suicide, anche se i casi di intossicazione con esito funesto sono relativamente pochi. L'intossicazione da derivati del neem negli umani produce tipicamente: diarrea, nausea, vomito, acidosi, encefalopatia, etc.

### Altri usi
Oltre a fornire ombra tutto l'anno nei Paesi in cui fa molto caldo, questo albero può fornire legna da ardere; inoltre il suo legno inattaccabile dalle termiti è utilizzato in edilizia e in falegnameria.

#### Biocida
Agli abitanti dell'India è noto da molto tempo che le foglie del nīm allontanano gli insetti molesti; per questo mettono foglie di nīm nei letti, nei libri, nei recipienti, nelle credenze e negli armadi. Nel 1959 un entomologo tedesco e i suoi allievi, dopo avere assistito nel Sudan a un'impressionante piaga di locuste durante la quale miliardi di esse divorarono le foglie di tutti gli alberi tranne quelle del neem, si misero a studiare questa pianta con grande impegno.
Gli scienziati hanno appreso da allora che il complicato arsenale chimico dell'albero è efficace contro oltre 200 specie di insetti e pure contro vari acari, nematodi, funghi e batteri. L'industria produce oggi un fitofarmaco biologico, basato su limonoidi del neem, usato come antiparassitario su cani e gatti, contro pulci e zecche.
Estratti dell'albero di neem ad alto tenore di limonoiodi sono registrati in vari paesi per la loro azione entomorepellente, biocida, pesticida.
Gli estratti di neem agiscono come un fagorepellente (agente disgustante) e come inibitori della crescita,  bloccando l'azione dell'ecdisone negli insetti.
In India sono stati sviluppati vari pesticidi a base di neem. Estratti di Neem possono proteggere le piante dagli insetti che mangiano il fogliame senza influenzare gli insetti impollinatori come le api mellifere.